# L'Annonciation (Barocci)
L’Annonciation est un tableau de Federico Barocci peint à l’origine aux environs de 1584 pour La Chapelle de Francesco Maria II della Rovere Duc d’Urbino de la Basilique de la Sainte Maison de Lorette dans les Marches italiennes.
Il en existe plusieurs copies aujourd’hui conservée(s) au Musée des Beaux-Arts de Nancy, aux musées du Vatican, dans la Basilique Santa Maria degli Angeli à Assise et dans des collections privées. 
Après que l’œuvre a été confisquée à la suite de l'exécution du traité de Tolentino, une version est restée propriété de l’État français, une autre a été restituée aux États pontificaux jusqu’à aujourd'hui dans les collections vaticanes. Une troisième, réalisée pour la cathédrale de Pesaro, a été placée à Assise.

## Description et analyse
Cette Annonciation compte parmi les plus célèbres compositions de Federico Barocci. Elle se rattache encore au maniérisme par son iconographie et par la subtilité de sa palette chatoyante. 
L’apaisement de sa composition et le détail intimiste du chat endormi annoncent les bouleversements à venir dans l’art de la Contre-Réforme. 
La modestie du décor annonce quant à lui le ténébrisme à venir de peintres tels que Caravage ou de Turchi.
Selon les versions, le premier plan est occupé par un chat endormi ou laissé vide.
Selon les versions,  le tableau possède une partie cintrée supérieure ou est de format rectangulaire. Ce qui lui vaut, ou pas, de comporter une figure d'un Dieu-le-père qui évoque celles futures du Guercino.
De la fenêtre de chacune des versions, on peut voir les tours du palais ducal d'Urbino ; C'est la vue-même que Barocci pouvait admirer de la ville depuis son atelier. 
Un autre détail délicat, positionné par l'artiste dans le coin inférieur gauche, est le chat endormi dans le panier à couture, qui véhicule un sentiment de grande intimité avec les personnages. 
Barocci a probablement utilisé ces images familières pour rendre la scène accessible à l'observateur et le transporter de sa vie quotidienne dans celle de l'Evangile.
C'est comme si nous entrions dans la maison de Marie - le tableau a été réalisé pour la Basilique qui la contenait - où la Vierge est seule en train de contempler les Écritures  lorsque l'Ange arrive. Elle abandonne sa lecture et pose le livre sur la table derrière elle. 
Barocci utilise ces détails pour souligner l'état d'esprit de Marie, qui est celle qui garde les choses du Seigneur dans son cœur (Lc 2, 19). 
D'un point de vue iconographique, le livre des Saintes Ecritures indique que Marie est la femme dont le prophète Isaïe avait dit : "la vierge concevra et enfantera un fils, qu'elle appellera Emmanuel" (Is 7,14 )

### Les traits de Marie
Barocci aurait représenté la Vierge Marie avec les traits d’une Noble Dame de la famille Compagnoni,, réputée pour sa beauté. Après que Barocci se soit rendu à Macerata autour de 1582-1585 pour peindre le portrait d’une 
En effet, Marie a un regard charmant et serein et ses vêtements de couleur rouge et bleu - symbolisant Sa maternité divine- donnent une lumière grandiose à l’ensemble du tableau. Voilà comment cette lumière qui provient de la figure de Marie et qui éclaire la pièce n’indique pas autre chose que la venue de la Lumière du monde à travers l’Incarnation.

### L’Ange Gabriel
Revenons à l’Ange Gabriel qui est cultivé dans l’acte de saluer Marie, avec une expression que Saint Thomas appelle "le salut de l’Ange"... "Je te salue Marie pleine de grâce" (Lc 1, 28). Dans la main de l’ange, nous remarquons un lys, symbole de la virginité éternelle de Marie. L’Archange est d'ailleurs à genoux en position d’infériorité par rapport à Marie ; 

## Les différentes versions

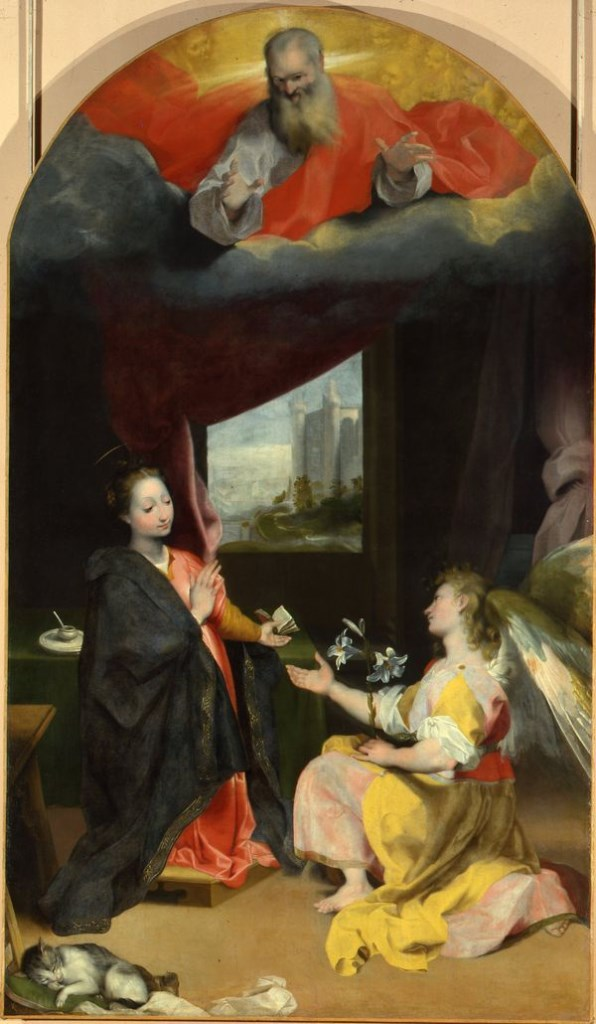
L’Annonciation de Federico Barocci, 1584, Musée des Beaux-Arts de Nancy
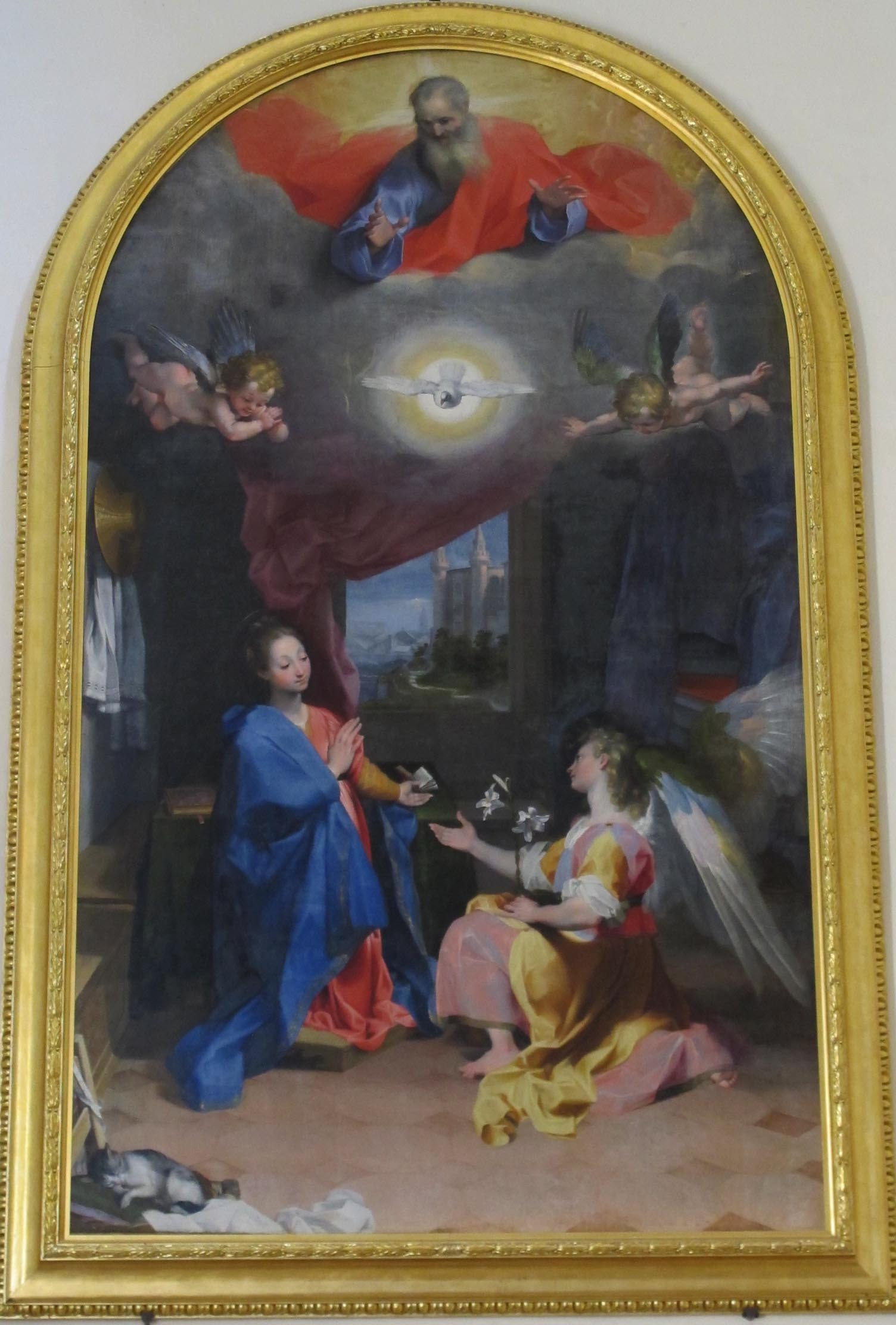
L’Annonciation de Federico Barocci, Basilique Sainte Marie des Anges à Assise
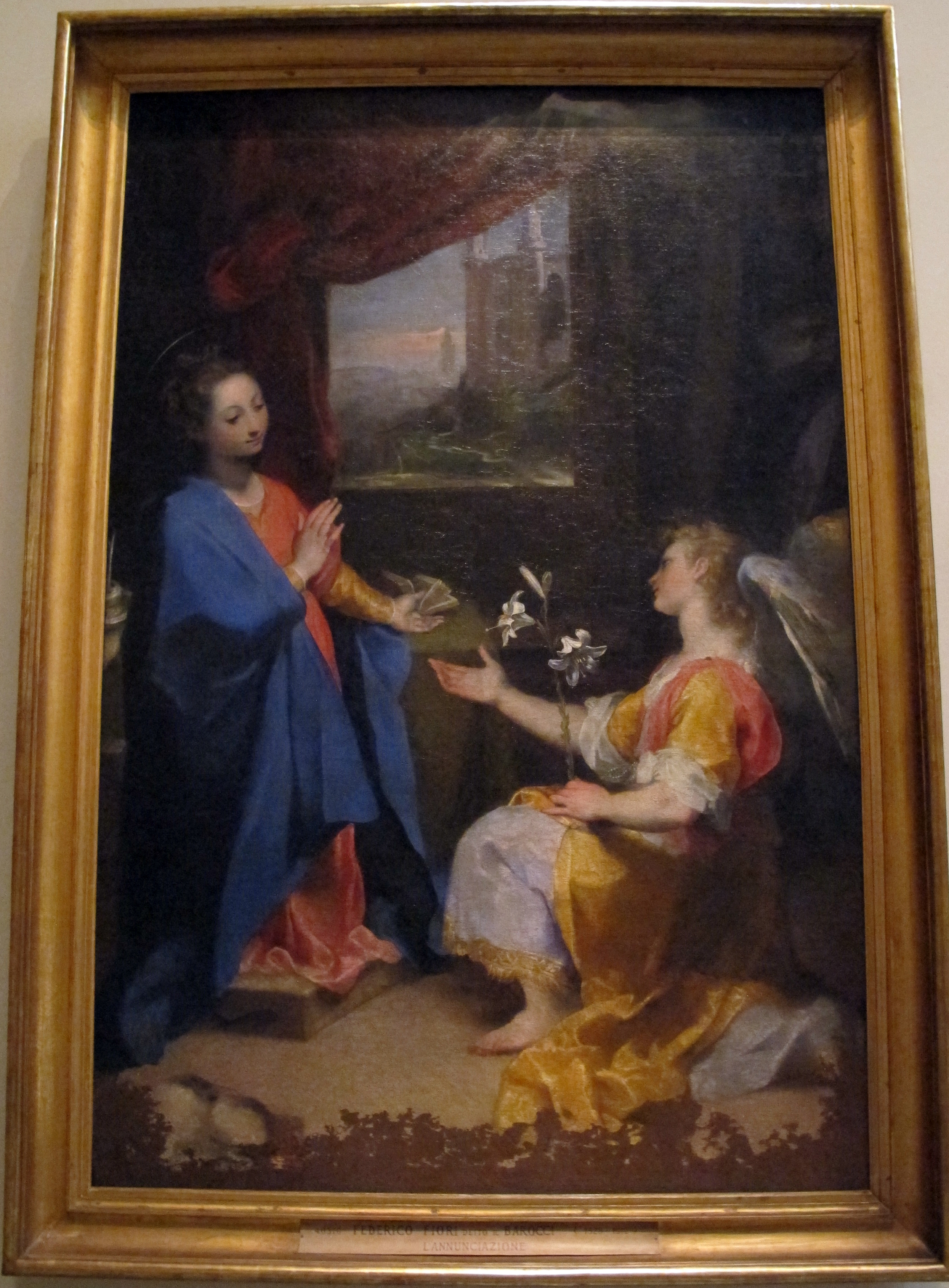
L’Annonciation de Federico Barocci, Pinacothèque vaticane, Musées du Vatican
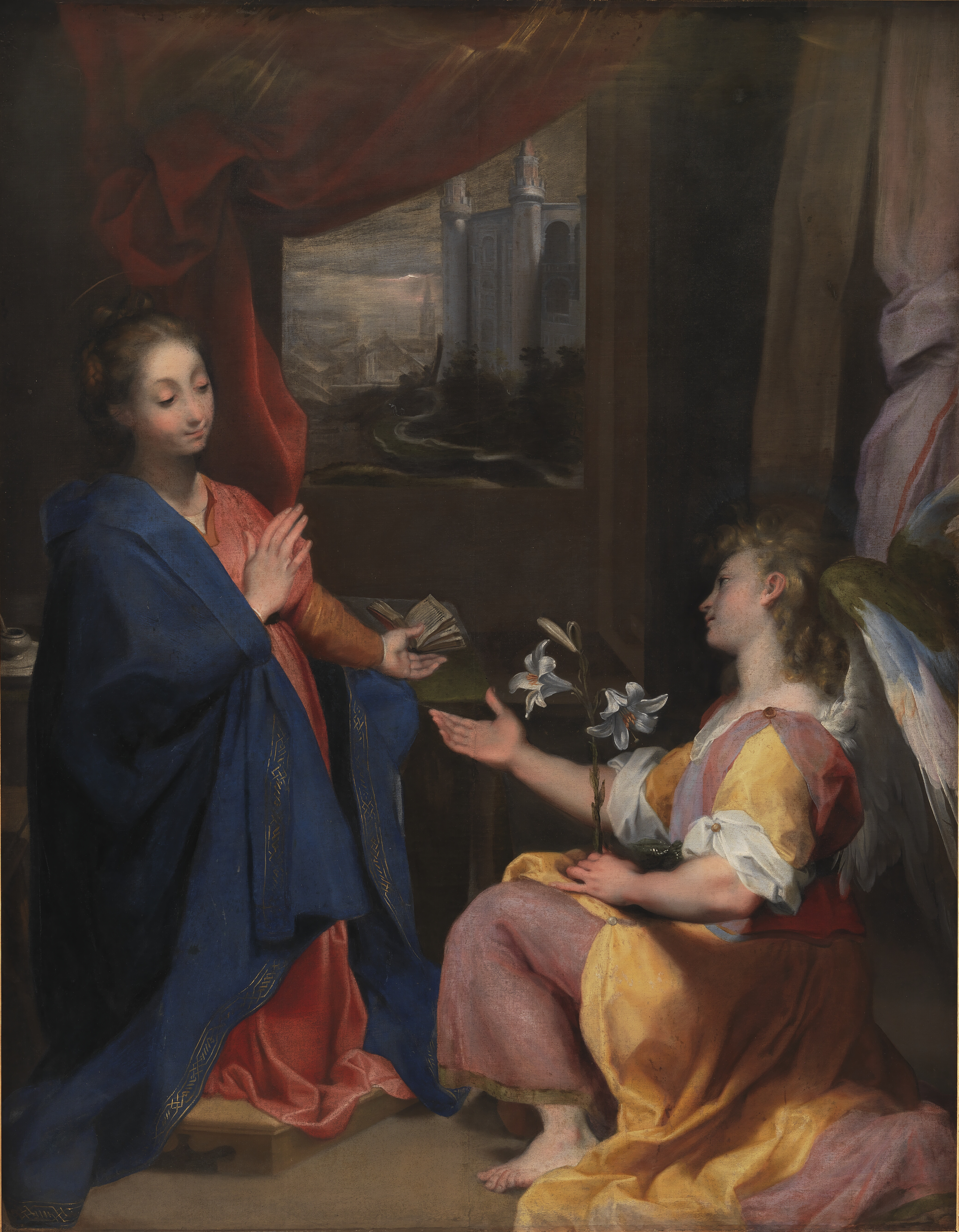
L’Annonciation de Federico Barocci (d) , Statens Museum for Kunst, Copenhague

### La version de Nancy
Barocci aurait réalisé cette première version de l’Annonciation pour la Chapelle de Francesco Maria II della Rovere Duc d’Urbino de la Basilique de la Sainte Maison de Lorette. 
Elle est dans un état de conservation très inférieur à celle avec variantes exécutée par Barocci lui-même et par son Atelier, provenant de la cathédrale de Pesaro.
Des trois versions, celle de Nancy est certainement la version la plus intime et la plus sensible.

### La version d'Assise
La deuxième semble avoir été commanditée en 1596 par Laura Pontani Coli pour la Chapelle de l’Annonciation de la Basilique de Santa Maria degli Angeli d'Assise. L’intention étant de consacrer les premières chapelles de la Basilique naissante aux quatre principaux mystères mariaux : la maternité divine, la virginité perpétuelle, l’Immaculée Conception et l’Assomption glorieuse au Ciel. 
On remarquera la composition de cette deuxième version comme plus complexe et plus aérée (à l’image de la Basilique d’Assise au regard du sanctuaire lorétain) et ce, par l’éloignement des deux figures principales, par l’espacement entre la figure divine et celle de Marie, ainsi que par l’interposition de la colombe de l’Esprit-Saint au centre du cercle supérieur formé par le cintrage équilibré par les deux Anges latéraux.

### La version du Vatican
La version vaticane est de format rectangulaire, ne possédant pas ce format cintré propre aux versions d’Assise et de Nancy et l’état de conservation est relativement mauvais au regard des deux autres.